# Hans Brockmann (Chemiker, 1936)
Hans Brockmann (* 23. August 1936 in Göttingen; † 24. Dezember 2019) war ein deutscher Chemiker und Professor an der Universität Bielefeld.
Brockmanns Vater war der Chemiker Hans Heinrich Brockmann. Er promovierte nach dem Studium der Chemie in Freiburg und Göttingen 1963 an der Georg-August-Universität in Göttingen. Seine Dissertation befasste sich mit dem Thema „Zur Kenntnis der Anthracyclinone“.
Weitere Stationen seiner Arbeit waren die Stanford University und die Technische Universität Braunschweig. Dort habilitierte er 1970 zum Thema „Zur Stereochemie der Chlorophylle“.
Ab 1975 lehrte Brockmann an der Universität Bielefeld. Dort arbeitete er über Bacteriochlorophylle und Klebstoffchemie.

## Auszeichnungen
- 1996 Ehrenplakette „Jan Evangelista Purkyně“, Institut f. Organische Chemie und Biochemie der Akademie der Wissenschaften der Tschechischen Republik.